# Rhaphiostylis beninensis
Rhaphiostylis beninensis är en tvåhjärtbladig växtart som först beskrevs av Joseph Dalton Hooker och Jules Émile Planchon, och fick sitt nu gällande namn av Jules Émile Planchon och George Bentham. Rhaphiostylis beninensis ingår i släktet Rhaphiostylis och familjen Icacinaceae. Inga underarter finns listade i Catalogue of Life.